# Fluorcarletonita
La fluorcarletonita és un mineral de la classe dels silicats. Rep el nom per ser l'anàleg de fluor de la carletonita.

## Característiques
La fluorcarletonita és un fil·losilicat de fórmula química KNa₄Ca₄Si₈O₁₈(CO₃)₄F(H₂O). Va ser aprovada com a espècie vàlida per l'Associació Mineralògica Internacional l'any 2019, sent publicada per primera vegada el 2020. Cristal·litza en el sistema tetragonal. La seva duresa a l'escala de Mohs es troba entre 4 i 4,5.
L'exemplar que va servir per a determinar l'espècie, el que es coneix com a material tipus, es troba conservat a les col·leccions del Museu Mineralògic Estatal de Sidorov, a Irkutsk (Rússia), amb el número de catàleg. 12/1764.

## Formació i jaciments
Va ser descoberta al districte de Severny, dins el massís de Malyi Murun (óblast d'Irkutsk, Rússia), on es troba en forma de grans alotriomorfs distribuïts de manera desigual, que arriben al mig centímetre de mida, i que formen agregats de fins a 1,5 cm. Es tracta de l'únic indret de tot el planeta on ha estat descrita aquesta espècie mineral.